# Прусак, Лола
Лола Прусак (пол. Lola Prusac, 18 января 1895, Лодзь, Царство Польское, Российская империя — 29 октября 1985, VIII округ Парижа) — французский модельер польского происхождения и владелица бизнеса, известная своей изобретательной и оригинальной манерой одеваться, работавшая в доме моды Hermès в Париже с 1925 по 1935 год. Сначала она была «на необычной должности советника по цветам», а затем моделистом (дизайнером). В Hermès она разработала в 1929 году их первую женскую коллекцию, шёлковые платки, а в начале 1930-х годов сумки с геометрическими вставками, вдохновлёнными голландским художником Мондрианом. В 1936 году она основала собственный дом моды, специализирующийся на одежде «спорт-трикотаж» (повседневный трикотаж). По этой причине, хотя она была членом с 1942 года, Chambre Syndicale de la Haute Couture отказала ей в 1952 году в статусе «Couture-Création».
В 1978 году Лола Прусак получила aiguille d’or (золотую иглу), французскую награду, иногда присуждаемую вместе с более престижным dé d’or (золотой напёрсток).